# 眭文焕
眭文焕，湖南零陵人，是一名清朝政治人物。拔贡出身。
眭文焕曾于1738年接替黄建中任嘉定县知县一职，1739年由韩墉接任。